# Pavillon de jardin d'Espaly-Saint-Marcel
La pavillon de jardin d'Espaly-Saint-Marcel est un pavillon situé en France sur la commune d'Espaly-Saint-Marcel, dans la région Auvergne-Rhône-Alpes.

## Localisation
Le pavillon de jardin est situé dans le département français de la Haute-Loire, sur la commune d'Espaly-Saint-Marcel, dans l'ancienne région administrative d'Auvergne.

## Historique
Il s'agit d'un édifice issu d'une exposition universelle ou influencé par un modèle d'exposition, reflétant ce genre d'architecture qui tend à disparaître. Érigé en 1900, il arbore une palette de couleurs sur ses deux côtés.

## Description
De forme carrée, cette manufacture de jardin exhibe une décoration polychrome composée de briques émaillées et de terres cuites. La modénature de la base est formée par une structure de brique naturelle se divisant en deux parties de chaque côté d'une arcade centrale. Des bandes horizontales divisent la façade en trois registres successifs.

## Protection
Le pavillon de jardin 1900 est inscrit au titre des monuments historiques par arrêté du 15 juillet 1985.